# Marcos Júnior
Marcos Júnior Lima dos Santos (Gama, Distrito Federal, 19 de enero de 1993), más conocido como Marcos Júnior, es un futbolista brasileño que juega como delantero en el Sanfrecce Hiroshima de la J1 League de Japón.

## Clubes
| Club                   | País   | Año       |
| ---------------------- | ------ | --------- |
| Fluminense F. C.       | Brasil | 2012-2018 |
| E. C. Vitória (cedido) | Brasil | 2014      |
| Yokohama F. Marinos    | Japón  | 2019-2023 |
| Sanfrecce Hiroshima    | Japón  | 2023-     |

## Palmarés

### Títulos nacionales
| Título                          | Club                | País   | Año  |
| ------------------------------- | ------------------- | ------ | ---- |
| Campeonato Brasileño de Serie A | Fluminense F. C.    | Brasil | 2012 |
| J1 League                       | Yokohama F. Marinos | Japón  | 2019 |
| J1 League                       | Yokohama F. Marinos | Japón  | 2022 |
| Supercopa de Japón              | Yokohama F. Marinos | Japón  | 2023 |
| Supercopa de Japón              | Sanfrecce Hiroshima | Japón  | 2025 |